# Chiều cao trên mặt đất
Trong ngành hàng không, khoa học khí quyển và phát sóng, chiều cao trên mặt đất (AGL ) là chiều cao được đo tương ứng so với mặt đất bên dưới. Điều này trái ngược với cao độ/độ cao trên mực nước biển trung bình (AMSL) hoặc chiều cao trên địa hình trung bình (HAAT) trong kỹ thuật phát sóng. Nói cách khác, các biểu thức này (AGL, AMSL, HAAT) cho biết vị trí của "mức không" hoặc "cao độ tham chiếu" được định vị ở đâu.

## Hàng không
Một phi công lái máy bay theo các quy tắc bay công cụ (thông thường trong điều kiện tầm nhìn kém) phải dựa vào cao độ kế của máy bay để quyết định khi nào sẽ triển khai thiết bị hạ cánh máy bay và chuẩn bị hạ cánh. Do đó, phi công cần thông tin có thể tin cậy về chiều cao của máy bay đối với khu vực hạ cánh (thường là sân bay). Cao độ kế, thường là một áp kế được hiệu chuẩn theo đơn vị khoảng cách thay vì áp suất khí quyển, vì thế có thể được thiết lập theo cách để chỉ ra chiều cao của máy bay trên mặt đất. Điều này được thực hiện bằng cách liên lạc với tháp kiểm soát của sân bay (để có được áp suất bề mặt hiện tại) và thiết lập cao độ kế sao cho nó đọc số 0 trên mặt đất của sân bay đó. Nhầm lẫn giữa AGL và AMSL, hoặc hiệu chuẩn cao độ kế không phù hợp, có thể dẫn đến chuyến bay có kiểm soát va chạm địa hình, một sự cố của một máy bay đang hoạt động đầy đủ dưới sự điều khiển của phi công.
Mặc dù việc sử dụng thiết lập cao độ kế khí áp cung cấp số đọc bằng 0 trên mặt đất của sân bay là một tham chiếu có sẵn cho các phi công, nhưng trong hàng không thương mại đây là một quy trình tùy thuộc từng quốc gia, không phải luôn luôn được sử dụng (ví dụ, nó được sử dụng ở Nga và một vài quốc gia khác). Hầu hết các quốc gia (Viễn Đông, Bắc và Nam Mỹ, tất cả Châu Âu, Châu Phi, Úc) đều sử dụng độ cao AMSL (trên mực nước biển trung bình) của sân bay làm tham chiếu. Trong quá trình tiếp cận hạ cánh, một số tham chiếu khác cũng được sử dụng, bao gồm AFE (trên độ cao trường bay) là chiều cao tham chiếu đến điểm cao nhất trên trường bay, TDZE (độ cao vùng tiếp đất) hoặc TH (chiều cao ngưỡng đường băng), trong đó cả hai đều dẫn chiếu đến độ cao kết thúc hạ cánh của đường băng được đo tương ứng bằng AMSL và AGL.
Nói chung, "cao độ" được dùng để chỉ khoảng cách trên mực nước biển trung bình (MSL hoặc AMSL), "chiều cao" chỉ khoảng cách trên một điểm cụ thể (ví dụ: sân bay, ngưỡng đường băng hoặc mặt đất tại vị trí hiện tại) và "độ cao" mô tả một nét đặc trưng của chính địa hình dưới dạng khoảng cách trên MSL. Một cách ghi nhớ có thể được sử dụng là: nếu đó là cao độ bạn có thể bay ở đó, nếu đó là độ cao bạn có thể đi bộ ở đó, và nếu đó là chiều cao thì nghĩa là một viên đá sẽ rơi bao xa trước khi chạm đất.

## Khoa học khí quyển
Trong các nghiên cứu thời tiết và khí hậu, các đo đạc hoặc giả lập thường cần thiết để dẫn chiếu tới một chiều cao hoặc một cao độ cụ thể, và đó là AGL tự nhiên. Tuy nhiên, các giá trị của các biến địa vật lý được đo ở những nơi khác nhau trên bề mặt tự nhiên (mặt đất) có thể không dễ dàng so sánh ở địa hình gò đồi hay núi non, bởi vì một phần của độ biến thiên quan sát được là do thay đổi cao độ của bề mặt. Vì lý do này, các biến như áp suất hoặc nhiệt độ đôi khi bị "giảm" xuống tới mức của mực nước biển trung bình.
Trong các mô hình lưu thông tổng quát và các mô hình khí hậu toàn cầu, trạng thái và tính chất của khí quyển được định rõ hoặc tính toán tại một số vị trí và chiều cao rời rạc. Khi địa hình của các lục địa được thể hiện rõ ràng, cao độ của các vị trí này được thiết lập trên mức mặt đất mô phỏng. Điều này thường được thực hiện bằng cách sử dụng hệ tọa độ sigma, đó là tỷ lệ của áp suất tại một vị trí (vĩ độ, kinh độ, cao độ) chia cho áp suất tại đáy của vị trí đó trên mặt đất (cùng vĩ độ, cùng kinh độ, cao độ AGL = 0).

## Phát sóng
Trong phát sóng, cao độ AGL có tương đối ít ảnh hưởng trực tiếp đến phạm vi phát sóng của đài. Thay vào đó, đó là HAAT (chiều cao trên địa hình trung bình (trong khu vực bao quanh)) được sử dụng để xác định một trạm phát sóng (hoặc bất kỳ loại tần số vô tuyến VHF hoặc cao hơn nào khác) sẽ truyền phát đi được bao xa.
Từ quan điểm an toàn hàng không, khía cạnh quan trọng hơn là chiều cao của tháp vô tuyến được sử dụng để hỗ trợ ăng-ten. Trong trường hợp này, chiều cao AGL là đo đạc quan trọng duy nhất đối với các cơ quan hàng không, yêu cầu một số tháp cao phải có sơn và đèn cảnh báo máy bay phù hợp để tránh va chạm.